# Vincent Pichel
Vincent Pichel (Groningen, 12 november 2001) is een Nederlands voetballer die als middenvelder voor Be Quick 1887 speelt.

## Carrière
Vincent Pichel speelde in de jeugd van FC Lewenborg, Be Quick 1887 en SC Cambuur. In januari 2023 werd hij deel van de eerste selectie van SC Cambuur. Hij debuteerde in de Eredivisie op 21 januari 2023, in de met 0-3 verloren thuiswedstrijd tegen Sparta Rotterdam. Hij kwam in de 75e minuut in het veld voor Silvester van der Water. In de weken die hierop volgden, mocht hij nog viermaal invallen in de Eredivisie. In maart 2023 tekende hij een contract voor twee jaar bij Cambuur, met een optie voor een extra jaar. Na de degradatie uit de Eredivisie kwam Cambuur in het seizoen 2023/24 in de Eerste divisie uit. In dit seizoen kwam hij viermaal als invaller in actie in de Eerste divisie en tweemaal in het toernooi om de KNVB beker. Na het seizoen besloot hij, ondanks dat zijn contract nog doorliep, zijn professionele voetbalcarrière te beëindigen. Hij keerde terug naar Be Quick 1887.

### Statistieken
| Seizoen                       | Club           | Land           | Competitie     | Competitie | Competitie | Beker | Beker | Totaal | Totaal |
| Seizoen                       | Club           | Land           | Competitie     | Wed.       | Dlp.       | Wed.  | Dlp.  | Wed.   | Dlp.   |
| ----------------------------- | -------------- | -------------- | -------------- | ---------- | ---------- | ----- | ----- | ------ | ------ |
| 2022/23                       | SC Cambuur     | Nederland      | Eredivisie     | 4          | 0          | 0     | 0     | 4      | 0      |
| 2023/24                       | SC Cambuur     | Nederland      | Eerste divisie | 4          | 0          | 2     | 0     | 6      | 0      |
| Carrièretotaal                | Carrièretotaal | Carrièretotaal | Carrièretotaal | 8          | 0          | 2     | 0     | 10     | 0      |
| Bijgewerkt op 2 augustus 2024 |                |                |                |            |            |       |       |        |        |